# Pintor d'Aquil·les

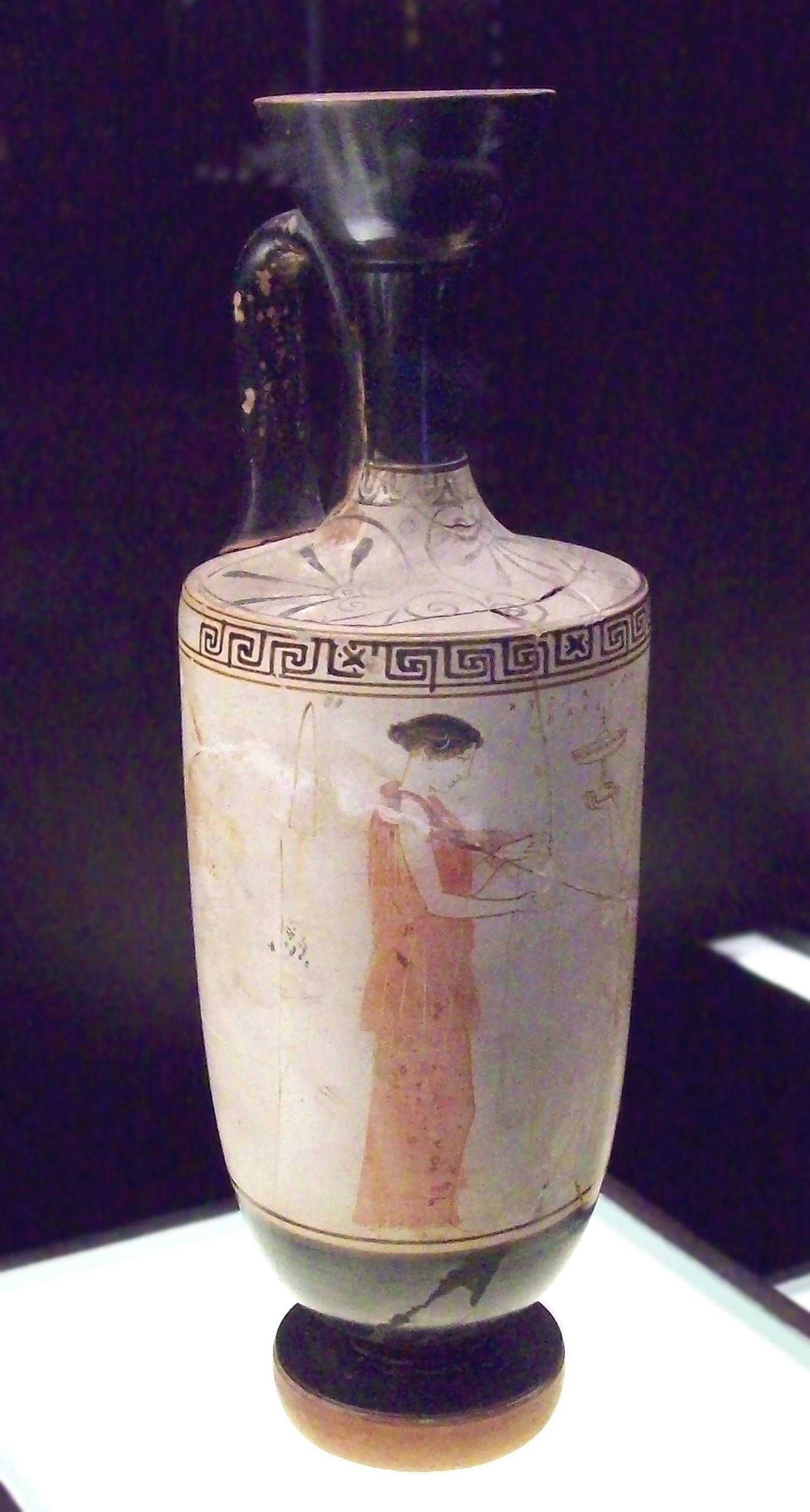
'

El Pintor d'Aquil·les (segle v aC) va ser un artista plàstic grec del que es coneix la seva decoració d'atuells de ceràmica. Se l'anomena així per atribuir-se-li una pintura que decora una àmfora i que representa Aquil·les i Briseida.
Va viure en Atenes durant els temps de Pèricles, i va ser contemporani de Fídies. El seu gerro d'Aquil·les (ca. 450 aC) hi és entre els més fins exemples conservats de ceràmica de figures vermelles del període clàssic.
El Pintor d'Aquil·les també és conegut per les seves lècitos, uns gerros funeraris amb figures acolorides sobre un fons blanc que es consideren el més alt llegat fiable de pintura grega monumental. S'han atribuït al pintor d'Aquil·les més de 200 atuells autèntics.